# 15390 Znojil
15390 Znojil è un asteroide della fascia principale. Scoperto nel 1997, presenta un'orbita caratterizzata da un semiasse maggiore pari a 2,5743042 UA e da un'eccentricità di 0,0765142, inclinata di 0,50195° rispetto all'eclittica.